# 82e régiment d'infanterie territoriale
Le 82e régiment d'infanterie territoriale est un régiment d'infanterie de l'armée de terre française qui a participé à la Première Guerre mondiale.

## Création et différentes dénominations
Le régiment reçoit son numéro par décret du 19 mars 1875, en prévision de la mobilisation.

## Historique des garnisons, combats et batailles du82eRIT

### Première Guerre mondiale

#### Affectations
- 88e Division d'Infanterie Territoriale d'août 1914 à mars 1917

## Drapeau
Il porte, cousues en lettres d'or dans ses plis, les inscriptions suivantes :
- Artois 1914